# Thecla neoperplexa
Thecla neoperplexa är en fjärilsart som beskrevs av Barnes och Benjamin 1923. Thecla neoperplexa ingår i släktet Thecla och familjen juvelvingar. Inga underarter finns listade i Catalogue of Life.